# 실로스타졸
실로스타졸(cilostazol)은 프레탈(Pletal) 등의 상품명으로 판매되는 약물로, 말초혈관질환에서 나타나는 증상인 간헐적 파행을 완화하는 데에 도움이 된다. 투여 3개월 후에 증상 개선이 나타나지 않는다면 약물 투여를 중단하는 것이 합리적이다. 뇌졸중 예방 용도로 사용 가능하다. 경구 투여 약제이다.
흔한 부작용에는 두통, 설사, 어지럼증, 기침이 있다. 심각한 부작용으로 심부전 환자의 생존률 감소, 혈소판감소증, 백혈구감소증이 있다. 실로스타졸은 포스포다이에스터레이스 3 억제제에 속하며, 혈소판의 응집을 막는 항혈소판제이며 동시에 혈관확장제이다.
1999년 미국에서 사용이 승인되었다. 복제약으로 이용 가능하다. 2019년 한 해 동안 미국에서 80만 건 이상 처방되어, 347번째로 많이 처방된 약물로 이름을 올렸다.